# Pančevo
Pančevo (Servisch: Панчево; Hongaars: Pancsova; Roemeens: Panciova; Duits: Pantschowa of Banstadt) is een stad in Servië, gelegen op de linkeroever van de Donau, bij de monding van de Tamiš, en behorend tot het landsdeel Vojvodina. Het is de hoofdstad van het district (okrug) Južni Banat, dat het zuidelijke deel van het historische Banaat omvat. Pančevo telt 77.087 inwoners en is de hoofdplaats van de gelijknamige gemeente, die 127.162 inwoners telt (2002). Pančevo is een belangrijke industriestad met een olieraffinaderij en chemische industrie. Om die reden vormde de stad in 1999 een belangrijk doelwit van NAVO-bombardementen.
In de gemeente Pančevo is het klooster Vojlovica gelegen, in dit stadsdeel (het voormalige dorp Hertelendfalva) vormen de Hongaren een grote groep. Verder ligt in de gemeente de Hongaarse enclave Ivanovo (Servië) (Hongaars: Sándoregyháza). Dit dorp geldt als het zuidelijkst gelegen Hongaarse dorp. De Hongaren vormen in het dorp een relatieve meerderheid van 39%. Zowel Hertelendfalva als Sándoregyháza zijn gesticht door Szeklers uit Boekovina, een groep Hongaren die eerder buiten de oude Hongaarse grenzen woonde en werd 'thuisgebracht' door de Hongaarse regering. Hongarije raakte Voivodina kwijt en nu wonen deze Hongeren weer buiten de Hongaarse grenzen.

## Geschiedenis
De eerste vermelding van Pančevo dateert uit 1430 (Panczel), toen deze plaats tot het middeleeuwse koninkrijk Hongarije behoorde. In de 16de eeuw werd Pančevo door het Ottomaanse Rijk veroverd, waartoe het tot 1716 zou blijven behoren. In dat jaar werd Pančevo met het omliggende gebied door Oostenrijk op de Turken veroverd, wat in 1718 formeel bekrachtigd werd. Pančevo ging deel uitmaken van het Temesbanaat, een militair bestuurd gebied. Tot 1871, lang nadat de rest van het Banaat bij Hongarije was gevoegd, bleven Pančevo en omgeving onderdeel van de Oostenrijkse Militärgrenze. In 1871 kwam de stad in het Hongaarse comitaat Torontál te liggen. Na de Eerste Wereldoorlog werd Pančevo in 1920 aan de nieuwe staat toegewezen die later Joegoslavië zou gaan heten.
De bevolking van de stad is door de tijden sterk veranderd van samenstelling. Tussen 1880 en 1944 waren de Duitsers (Donauschwaben) de grootste bevolkingsgroep in de stad. Daarna volgden de Serviers, Hongaren en Roemenen. Na 1944 is het Duitse element uit de stad verdwenen en werd de stad een meer en meer Servische gemeenschap met een kleine Hongaarse en Roemeense minderheid.

## Geboren
- Dusan Novakov (1970), jazzdrummer en percussionist
- Aleksandar Ignjovski (1991), voetballer